# Мужская сборная Казахстана по волейболу
Мужская сборная Казахстана по волейболу представляет Казахстан на международных соревнованиях по волейболу.

## История
Сборная Казахстана была создана после распада Советского Союза из игроков клубов, базирующихся на территории Казахской ССР.

## Результаты участия в соревнованиях

### Олимпийские игры
За время своего существования сборная Казахстана ни разу не прошла квалификационные соревнования.

### Чемпионат мира
- 1994 : не прошла квалификацию
- 1998 : не прошла квалификацию
- 2002 : 19-е место
- 2006 : 21-е место
- 2010 : не прошла квалификацию
- 2014 : не прошла квалификацию
- 2018 : не прошла квалификацию
- 2022 : не прошла квалификацию
- 2025 : не прошла квалификацию

### Мировая лига
Сборная Казахстана дебютировала в играх Мировой лиги 2015 году.
- 2015 : 28 место
- 2016 : 35 место
- 2017 : 35 место

### Кубок мира
Сборная Казахстана ни разу не участвовала в играх Кубка мира.

### Всемирный Кубок чемпионов
Сборная Казахстана ни разу не участвовала в розыгрыше Всемирного Кубка чемпионов.

### Чемпионат Азии
- 1993 :  2-е место
- 1995 : 14-е место
- 1997 : не участвовала
- 1999 : 11-е место
- 2001 : 9-е место
- 2003 : 8-е место
- 2005 : не участвовала
- 2007 : 10-е место
- 2009 : 5-е место
- 2011 : 9-е место
- 2013 : 10-е место
- 2015 : 9-е место
- 2017 :  2-е место
- 2019 : 10-е место
- 2021 : 11-е место
- 2023 : 13-е место

### Азиатские игры
- 1994 : 4-е место
- 1998 : 8-е место
- 2002 : не прошла квалификацию
- 2006 : 7-е место
- 2010 : 9-е место
- 2014 : 10-е место
- 2018 : 17-е место

### Кубок Азии
- 2008 : не прошла квалификацию
- 2010 : 7-е место
- 2012 : не прошла квалификацию
- 2014 :  3-е место
- 2016 : 5-е место
- 2018 :  7-е место
- 2022 : не участвовала

## Состав
Главный тренер - Игорь Никольченко, старший тренер - Дмитрий Горбатков, Начальник команды — Геннадий Паршин.

## Тренеры сборной
- Патраков, Андрей Васильевич: 2001—2002
- Запевалов, Александр Семенович: 2002—2005
- Патраков, Андрей Васильевич: 2005
- Кондра, Владимир Григорьевич: 2005—2006
- Паршин, Геннадий Васильевич: 2008—2014
- Патраков, Андрей Васильевич: 2014—2015
- Гилязутдинов, Рафаиль Сиразутдинович: 2015—2016
- Никольченко, Игорь Михайлович: 2016—2021
- Гребенников, Борис Васильевич: 2021—2023
- Козик, Виктор Юрьевич: 2024—н. в.